# Pływanie na Letnich Igrzyskach Olimpijskich 1960 – 200 m stylem motylkowym mężczyzn
200 m stylem motylkowym mężczyzn – jedna z konkurencji pływackich rozgrywanych podczas XVII Igrzysk Olimpijskich w Rzymie. Eliminacje i dogrywka odbyły się 31 sierpnia, półfinały 1 września, a finał 2 września 1960 roku.
Złoty medal zdobył Amerykanin Michael Troy, uzyskując czas 2:12,8 i tym samym poprawiając po raz szósty z rzędu rekord świata. Srebro wywalczył Australijczyk Neville Hayes (2:14,6). Walkę o brąz wygrał reprezentant Stanów Zjednoczonych Dave Gillanders (2:15,3), wyprzedzając o 0,7 s Włocha Fritza Dennerleina (2:16,0).

## Rekordy
Przed zawodami rekord świata i rekord olimpijski wyglądały następująco:
| Rekord            | Zawodnik       | Czas   | Miejsce   | Data              |       |
| ----------------- | -------------- | ------ | --------- | ----------------- | ----- |
| Rekord świata     | Michael Troy   | 2:13,2 | Detroit   | 4 sierpnia 1960   | [ 1 ] |
| Rekord olimpijski | William Yorzyk | 2:18,6 | Melbourne | 30 listopada 1956 | [ 2 ] |

W trakcie zawodów ustanowiono następujące rekordy:
| Data        | Etap konkurencji | Zawodnik     | Czas   | Rekord |
| ----------- | ---------------- | ------------ | ------ | ------ |
| 31 sierpnia | eliminacje       | Michael Troy | 2:15,5 | OR     |
| 2 września  | finał            | Michael Troy | 2:12,8 | WR     |

## Wyniki

### Eliminacje
| Miejsce | Wyścig | Tor | Zawodnik            | Państwo                       | Czas     | Uwagi |
| ------- | ------ | --- | ------------------- | ----------------------------- | -------- | ----- |
| 1.      | 1      | 4   | Michael Troy        | Stany Zjednoczone             | 2:15,5   | Q,    |
| 2.      | 3      | 4   | Dave Gillanders     | Stany Zjednoczone             | 2:16,2   | Q     |
| 3.      | 4      | 4   | Neville Hayes       | Australia                     | 2:18,1   | Q     |
| 4.      | 2      | 4   | Fritz Dennerlein    | Włochy                        | 2:18,3   | Q     |
| 5.      | 5      | 5   | Kevin Berry         | Australia                     | 2:18,9   | Q     |
| 6.      | 2      | 5   | Walentin Kuzmin     | ZSRR                          | 2:19,3   | Q     |
| 7.      | 5      | 4   | Haruo Yoshimuta     | Japonia                       | 2:19,4   | Q     |
| 8.      | 1      | 5   | Kenzo Izutsu        | Japonia                       | 2:20,3   | Q     |
| 9.      | 2      | 7   | Eulalio Ríos Alemán | Meksyk                        | 2:22,0   | Q     |
| 10.     | 3      | 3   | Luis Nicolao        | Argentyna                     | 2:23,9   | Q     |
| 11.     | 4      | 2   | Ilkka Suvanto       | Finlandia                     | 2:23,9   | Q     |
| 12.     | 3      | 5   | Pavel Pazdírek      | Czechosłowacja                | 2:24,2   | Q     |
| 13.     | 1      | 3   | Grigorij Kisielow   | ZSRR                          | 2:24,6   | Q     |
| 14.     | 1      | 8   | Alexandru Popescu   | Rumunia                       | 2:24,6   | Q     |
| 15.     | 1      | 6   | Ian Blyth           | Wielka Brytania               | 2:24,9   | Q     |
| 16.     | 2      | 2   | Håkan Bengtsson     | Szwecja                       | 2:25,0   | QSO   |
| 16.     | 4      | 3   | Jürgen Bachmann     | Wspólna Reprezentacja Niemiec | 2:25,0   | QSO   |
| 18.     | 5      | 3   | Fernando Fanjul     | Argentyna                     | 2:25,2   |       |
| 19.     | 2      | 6   | Wolfgang Sieber     | Wspólna Reprezentacja Niemiec | 2:25,4   |       |
| 20.     | 2      | 1   | Gerrit Korteweg     | Holandia                      | 2:26,4   |       |
| 21.     | 2      | 3   | Cam Grout           | Kanada                        | 2:27,7   |       |
| 22.     | 3      | 6   | Amir Hussin Hamsain | Filipiny                      | 2:27,9   |       |
| 23.     | 3      | 7   | Luís Vaz Jorge      | Portugalia                    | 2:28,9   |       |
| 24.     | 5      | 2   | László Kiss         | Węgry                         | 2:31,0   |       |
| 25.     | 5      | 7   | José Vicente León   | Hiszpania                     | 2:31,4   |       |
| 26.     | 1      | 2   | Giampiero Fossati   | Włochy                        | 2:31,9   |       |
| 27.     | 5      | 6   | Veljko Rogošić      | Jugosławia                    | 2:35,5   |       |
| 28.     | 4      | 1   | Henri Vidil         | Francja                       | 2:36,0   |       |
| 29.     | 1      | 7   | Bert Sitters        | Holandia                      | 2:36,6   |       |
| 30.     | 4      | 7   | Heriberto de la Fe  | Hiszpania                     | 2:37,0   |       |
| 31.     | 4      | 6   | Ahiron Radjae       | Filipiny                      | 2:39,8   |       |
| 32.     | 3      | 1   | Aldo Perseke        | Brazylia                      | 2:50,8   |       |
| 33.     | 5      | 1   | Fong Seow Hor       | Federacja Malajska            | 2:56,4   |       |
| 34.     | 3      | 8   | Lovro Radonjić      | Jugosławia                    | 3:00,6   |       |
| 39. !   | 1      | 1   | Phan Hữu Dõng       | Wietnam Południowy            | 9:99,9 ! | DNS   |
| 39. !   | 2      | 8   | Gerszon Szefa       | Izrael                        | 9:99,9 ! | DNS   |
| 39. !   | 3      | 2   | Habib Nasution      | Indonezja                     | 9:99,9 ! | DNS   |
| 39. !   | 4      | 5   | Ian Black           | Wielka Brytania               | 9:99,9 ! | DNS   |
| 39. !   | 5      | 8   | Miklós Ambrus       | Węgry                         | 9:99,9 ! | DNS   |

#### Dogrywka (swim-off)
| Miejsce | Tor | Zawodnik        | Państwo                       | Czas   | Uwagi |
| ------- | --- | --------------- | ----------------------------- | ------ | ----- |
| 1.      | 4   | Jürgen Bachmann | Wspólna Reprezentacja Niemiec | 2:23,1 | Q     |
| 2.      | 5   | Håkan Bengtsson | Szwecja                       | 2:25,1 |       |

### Półfinały

#### Półfinał 1
| Miejsce | Tor | Zawodnik            | Państwo           | Czas   | Uwagi |
| ------- | --- | ------------------- | ----------------- | ------ | ----- |
| 1.      | 4   | Michael Troy        | Stany Zjednoczone | 2:18,0 | Q     |
| 2.      | 5   | Neville Hayes       | Australia         | 2:21,6 | Q     |
| 3.      | 6   | Haruo Yoshimuta     | Japonia           | 2:21,7 | Q     |
| 4.      | 3   | Kevin Berry         | Australia         | 2:23,1 | Q     |
| 5.      | 2   | Eulalio Ríos Alemán | Meksyk            | 2:24,2 |       |
| 6.      | 1   | Grigorij Kisielow   | ZSRR              | 2:24,8 |       |
| 7.      | 7   | Luis Nicolao        | Argentyna         | 2:26,8 |       |
| 8.      | 8   | Ian Blyth           | Wielka Brytania   | 2:26,8 |       |

#### Półfinał 2
| Miejsce | Tor | Zawodnik          | Państwo                       | Czas     | Uwagi |
| ------- | --- | ----------------- | ----------------------------- | -------- | ----- |
| 1.      | 4   | Dave Gillanders   | Stany Zjednoczone             | 2:18,7   | Q     |
| 2.      | 3   | Walentin Kuzmin   | ZSRR                          | 2:19,1   | Q     |
| 3.      | 5   | Fritz Dennerlein  | Włochy                        | 2:20,5   | Q     |
| 4.      | 6   | Kenzo Izutsu      | Japonia                       | 2:21,5   | Q     |
| 5.      | 7   | Pavel Pazdírek    | Czechosłowacja                | 2:23,5   |       |
| 6.      | 8   | Jürgen Bachmann   | Wspólna Reprezentacja Niemiec | 2:28,4   |       |
| 7.      | 1   | Alexandru Popescu | Rumunia                       | 2:28,5   |       |
| 8. !    | 2   | Ilkka Suvanto     | Finlandia                     | 9:99,9 ! | DNF   |

### Finał
| Miejsce | Tor | Zawodnik         | Państwo           | Czas   | Uwagi |
| ------- | --- | ---------------- | ----------------- | ------ | ----- |
| 1. !    | 4   | Michael Troy     | Stany Zjednoczone | 2:12,8 | WR    |
| 2. !    | 7   | Neville Hayes    | Australia         | 2:14,6 |       |
| 3. !    | 5   | Dave Gillanders  | Stany Zjednoczone | 2:15,3 |       |
| 4.      | 6   | Fritz Dennerlein | Włochy            | 2:16,0 |       |
| 5.      | 1   | Haruo Yoshimuta  | Japonia           | 2:18,3 |       |
| 6.      | 8   | Kevin Berry      | Australia         | 2:18,5 |       |
| 7.      | 3   | Walentin Kuzmin  | ZSRR              | 2:18,9 |       |
| 8.      | 2   | Kenzo Izutsu     | Japonia           | 2:19,4 |       |